# Coqueiro Seco
Coqueiro Seco è un comune del Brasile nello Stato dell'Alagoas, parte della mesoregione di Leste Alagoano e della microregione di Maceió.

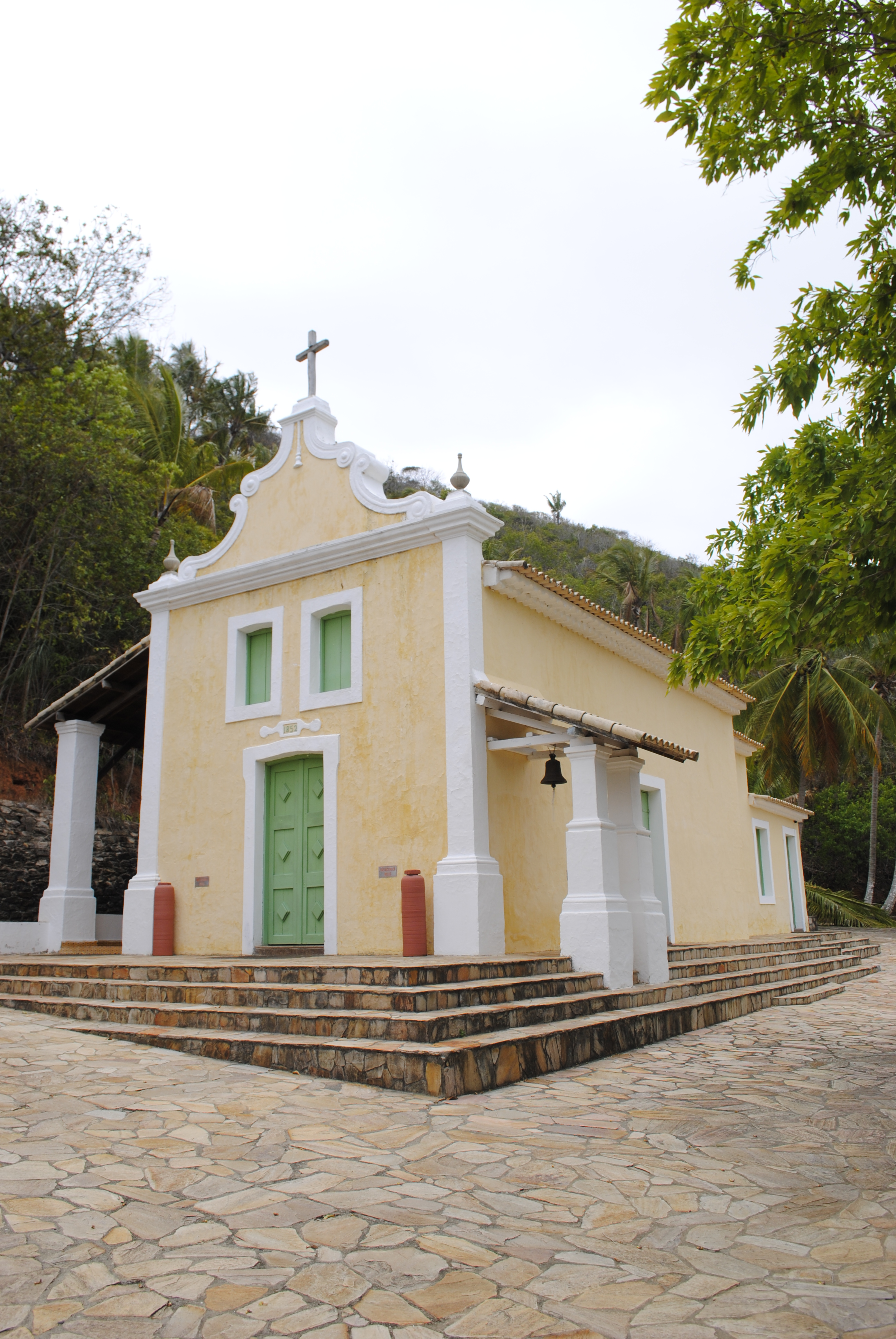
Chiesa di Nostra Signora dei Rimedi